# Сунтон Патаммавонґ
Сунтон Патаммавонґ (лаос. ສູນທອນ ປະຖຳມະວົງ; 1911–1989) — лаоський генерал, виконував обов'язки голови уряду впродовж тижня на межі 1959 і 1960 років після військового перевороту.
8 грудня 1960 року у В'єнтьяні відбувся третій в історії незалежного Лаосу військовий переворот, і уряд Суванни Пхуми було фактично повалено полковником Ку Абхаєм, який зажадав від прем'єра дійти згоди з Саваннакхетом. Наступного дня принц Суванна Пхума вилетів до Камбоджі, передавши владу генералу Патаммавонґу, але не склав повноваження прем'єр-міністра. Власне Патаммавонґ пробув на посаді голови уряду лише сім днів, після чого новим прем'єр-міністром став Ку Абхай.